# Purpurhalsad kotinga
Purpurhalsad kotinga (Porphyrolaema porphyrolaema) är en fågel i familjen kotingor inom ordningen tättingar.

## Utseende och läte
Både hona och hane purpurhalsad kotinga är mycket vackra och unika fåglar. Hanen är svart ovan, vit under och med bjärt purpur på strupe och bröst. Honan är gulbrun med tydlig svart tvärbandning. Sången består av en mjuk vissling, "wheeeu", likt flera andra arter som kastanjekronad trögfågel och asksorgfågel.

## Utbredning och systematik
Fågeln förekommer från tropiska sydöstra Colombia till sydöstra Peru och västra Amazonområdet i Brasilien. Den placeras som enda art i släktet Porphyrolaema. 

## Levnadssätt
Purpurhalsad kotinga hittas i högväxt regnskog, tydligen helst i närheten av vatten. Där håller den sig i trädtaket.

## Status och hot
Arten har ett stort utbredningsområde, men tros minska i antal, dock inte tillräckligt kraftigt för att den ska betraktas som hotad. Internationella naturvårdsunionen IUCN listar arten som livskraftig (LC).